# Saulmory-et-Villefranche
Saulmory-et-Villefranche je francouzská obec v departementu Meuse v regionu Grand Est. V roce 2011 zde žilo 106 obyvatel.

## Sousední obce
Mont-devant-Sassey, Montigny-devant-Sassey, Mouzay, Stenay, Wiseppe

## Vývoj počtu obyvatel
Počet obyvatel 